# Emma Wagemans
Emma Wagemans is een Nederlands influencer. Zij werd in 2015 bekend op Instagram en maakt korte sketches voor jongeren. Zij is sinds die tijd ook actief geworden op diverse andere social media waar ze probeert een rolmodel te zijn voor jonge transgenders.

## Biografie
Wagemans volgde van 2013 tot 2017 een opleiding tot grafisch ontwerper aan het Media College Amsterdam en daarna een vakopleiding tot visagist. In 2018 vertelde ze via haar YouTubekanaal dat ze transvrouw was en in 2019 bij [he TV-programma Spuiten en Slikken.
Ze trad daarna op in diverse andere TV-programma's, zoals in 2019 als kandidaat in het quizprogramma van BNN/VARA Wie doet het?. In 2021 volgde K2 zoekt K3 om de vervanger te worden voor Klaasje Meijer. Van de 22.000 aanmeldingen eindigde Wagemans op plek 34. Haar deelname leidde onder andere tot kritiek van politicus Dries Van Langenhove op haar deelname als transvrouw. In 2023 was ze gast bij het HUMAN televisieprogramma De Mensenbieb. Ook was zij stemactrice in een 360º videobeleving voor jongeren waar zij in de huid stappen van een transpersoon. Deze video met educatieve doeleinden werd gemaakt in samenwerking met COC Nederland, TNN, en GSA netwerk.  
Vanaf 2023 is Wagemans actief op platform TikTok waar ze inzage geeft in haar transitieproces en andere onderwerpen behandelt uit haar eigen leven. Ook heeft ze een eigen podcast genaamd "Het sterrenleven is zwaar". In juni 2025 was Wagemans te gast in De Lesbische Liga podcast van Vera Siemons en Annefleur Schipper.
Ook zette zij zich in voor de online veiligheid van LHBTQ+ personen samen met Pointer  en spreekt ze openlijk over haar ervaringen met een eetstoornisom anderen mensen te helpen hun eigen eetstoornis te overwinnen.
In het dagelijks leven is Wagemans werkzaam als secretaresse bij een organisatie voor ouderenhuisvesting.